# Échevannes (Côte-d'Or)
Échevannes é uma comuna francesa na região administrativa da Borgonha-Franco-Condado, no departamento de Côte-d'Or. Estende-se por uma área de 11,09 km². Em 2010 a comuna tinha 309 habitantes (densidade: 27,9 hab./km²).